# Ariane 4
Ariane 4 fue una lanzadera espacial diseñada por la Agencia Espacial Europea y fabricado por Arianespace.
El desarrollo del programa comenzó en 1983 y el primer lanzamiento fue el 15 de junio de 1988. El sistema llegó a ser la base de lanzamientos de satélites europeo con un récord espectacular de 104 misiones acertadas y de solamente tres fallidas en el lanzamiento. El Ariane 4 proporcionó un aumento de la carga útil a partir de 1700 kg del Ariane 3 a un máximo de 4.800 kg para transferencias de órbita geoestacionaria. El récord del Ariane 4 fue de 4.946 kg.
El cohete tenía varias configuraciones de lanzamiento -podía ser lanzado con dos o cuatro propulsores sólidos o líquidos que aprovisionaban combustible a los cohetes aceleradores. El lanzador incluía un sistema portador de satélites llamado SPELDA (Structure Porteuse Externe pour Lancements Doubles Ariane) que permitía lanzar más de un satélite a la vez.
Todas las etapas del Ariane 4, los motores auxiliares de combustible sólido y líquido, los adaptadores de la carga útil, los programas de vuelo, el pañol de equipos del lanzador y las estructuras SPELDA para lanzamiento doble fueron fabricados y entregados por EADS Astrium.
El Ariane 4 AR 40 fue la versión básica, con tres etapas: 58,4 m de alto, un diámetro de 3,8 m, una masa de 245 t y una carga útil máxima de 2.100 kg para órbitas geoestacionarias o de 5.000 kg para órbita baja terrestre. La alimentación principal era a partir del cuatro motores Viking 5 produciendo cada uno 667 kN del empuje; la segunda etapa tenía un solo motor de Viking; y la tercera etapa tenía un motor HM7, motor de oxígeno líquido/hidrógeno líquido.
El AR 44L, con cuatro cohetes del combustible líquido, tenía cuatro etapas, pesaba 470 t y podía transferir una carga útil de 4.730 kilogramos a órbitas geoestacionarias o de 7.600 kilogramos a una órbita baja terrestre.
| Modelo  | Lanzamientos | Éxitos | Día del fallo          |
| ------- | ------------ | ------ | ---------------------- |
| AR 40   | 7            | 7      | -                      |
| AR 42L  | 12           | 12     | -                      |
| AR 42P  | 14           | 13     | 1 de diciembre de 1994 |
| AR 44L  | 34           | 33     | 22 de febrero de 1990  |
| AR 44LP | 26           | 25     | 24 de enero de 1994    |
| AR 44P  | 15           | 15     | -                      |

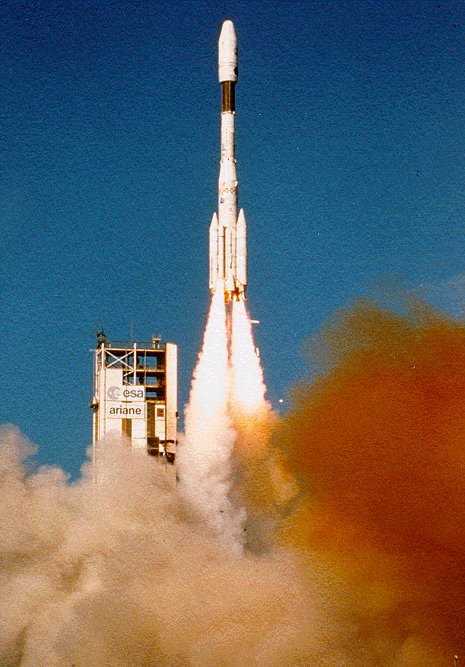
Ariane 4 despegando.

Ariane 4 ha logrado más de 100 vuelos con un índice del éxito de más del 96%.
Ariane 4 fue sustituido por el Ariane 5, que puede llevar cargas útiles más pesadas. El último lanzamiento fue el 15 de febrero de 2003, colocando la INTELSAT 907 en una órbita geoestacionaria.